# Гераскевич Владислав Михайлович
Владислав Михайлович Гераскевич (нар. 12 січня 1999) — український скелетоніст. Перший в історії України скелетоніст, який здобув олімпійську ліцензію і виступив на Олімпіаді (Пхьончан-2018). Майстер спорту України (2019 рік).

## Кар'єра
Владислав із дитинства багато катався на санках, саме тоді з'явилася любов до зимових видів спорту. Почав займатися скелетоном 2014 року, до того пробуючи себе у боксі. Тренується під керівництвом батька — Михайла Гераскевича. Студент Фізічного факультету Київського національного університету ім. Т. Г. Шевченка.
У лютому 2016 року взяв участь в юнацьких Олімпійських іграх, що проходили у норвезькому Ліллегаммері, де посів 8 місце. Наступного місяця на юніорському чемпіонаті світу став 17-тим, а через рік 10-тим.
24 лютого 2017 року став першим українським скелетоністом на дорослих чемпіонатах світу, посів 24 місце.
20 листопада 2017 дебютував на етапах Кубка світу з 27-го місця у Лейк-Плесід, США. Наступного тижня у Парк-Сіті (Юта) став 13-тим, показавши найкращий результат у кар'єрі.
15 січня 2018 року стало відомо, що спортсмен виборов путівку на Олімпійські ігри.
Перший український скелетоніст-олімпієць Владислав Гераскевич виступив на Олімпіаді у Пхьончхані 15 і 16 лютого 2018 року (по 2 заїзди), і зміг показати свій найкращий 12-й результат, причому цей результат на той момент (7-й день Олімпіади) виявився найкращим для олімпійської Збірної України.
В сезоні 2018/19 Владислав Гераскевич двічі посідав 9-і місця на етапах Кубка світу, На чемпіонаті світу серед юніорів став 7-им. Дорослий чемпіонат світу український спортсмен завершив на 14-му місці.
Сезон 2019/20 також став результативним для Владислава Гераскевича: чемпіонат світу-2020 (Альтенберг, Німеччина) — 14 місце, чемпіонат Європи — 2020 (Сігулда, Латвія) -11 місце, чемпіонат світу серед юніорів -2020 (Вінтерберг, Німеччина) — 4 місце, етап Кубка світу у Ла Плані (Франція) — 8 місце, загальний залік Кубка світу — 13 місце (896 балів)
Сезон 2020/21 — на чемпіонаті Європи двічі фінішував 11-м.
У сезоні 2021/22 Гераскевич встановив особистий рекорд, посів шосте місце на етапі Кубка світу в Сігулді (Латвія), що дозволило українцеві отримати ліцензію на участь у зимових Олімпійських іграх в Пекіні-2022.
Сезон 2023/24 стартував 17 листопада у Яньцині, складався з 8 етапів та завершився в Лейк-Плесід. Владислав почав сезон з повторення особистого рекорду — за підсумками другого проїзду посів шосте місце. На четвертому етапі у Вінтерберзі за підсумком двох виступів залишився на 15 позиції.

## Галерея

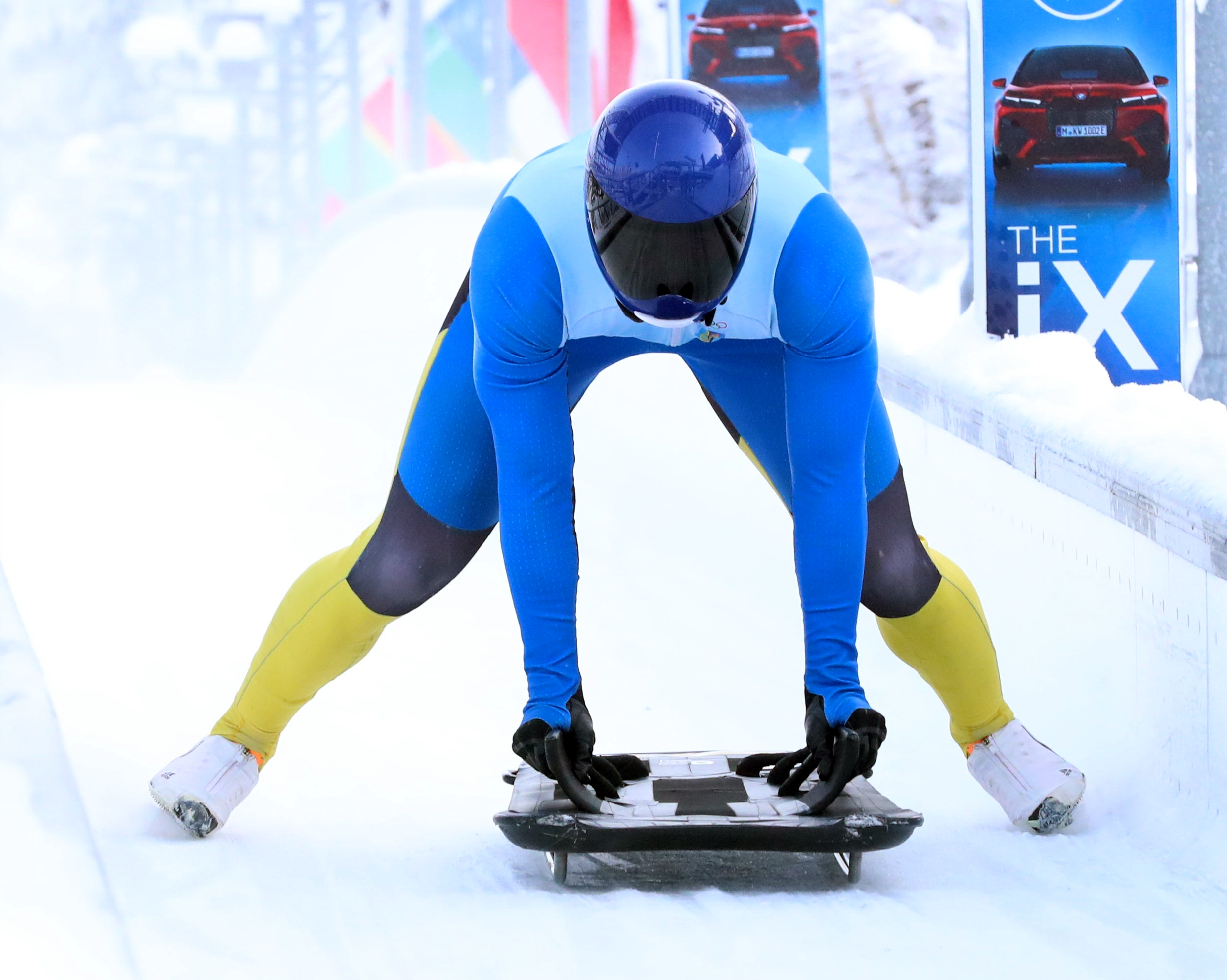
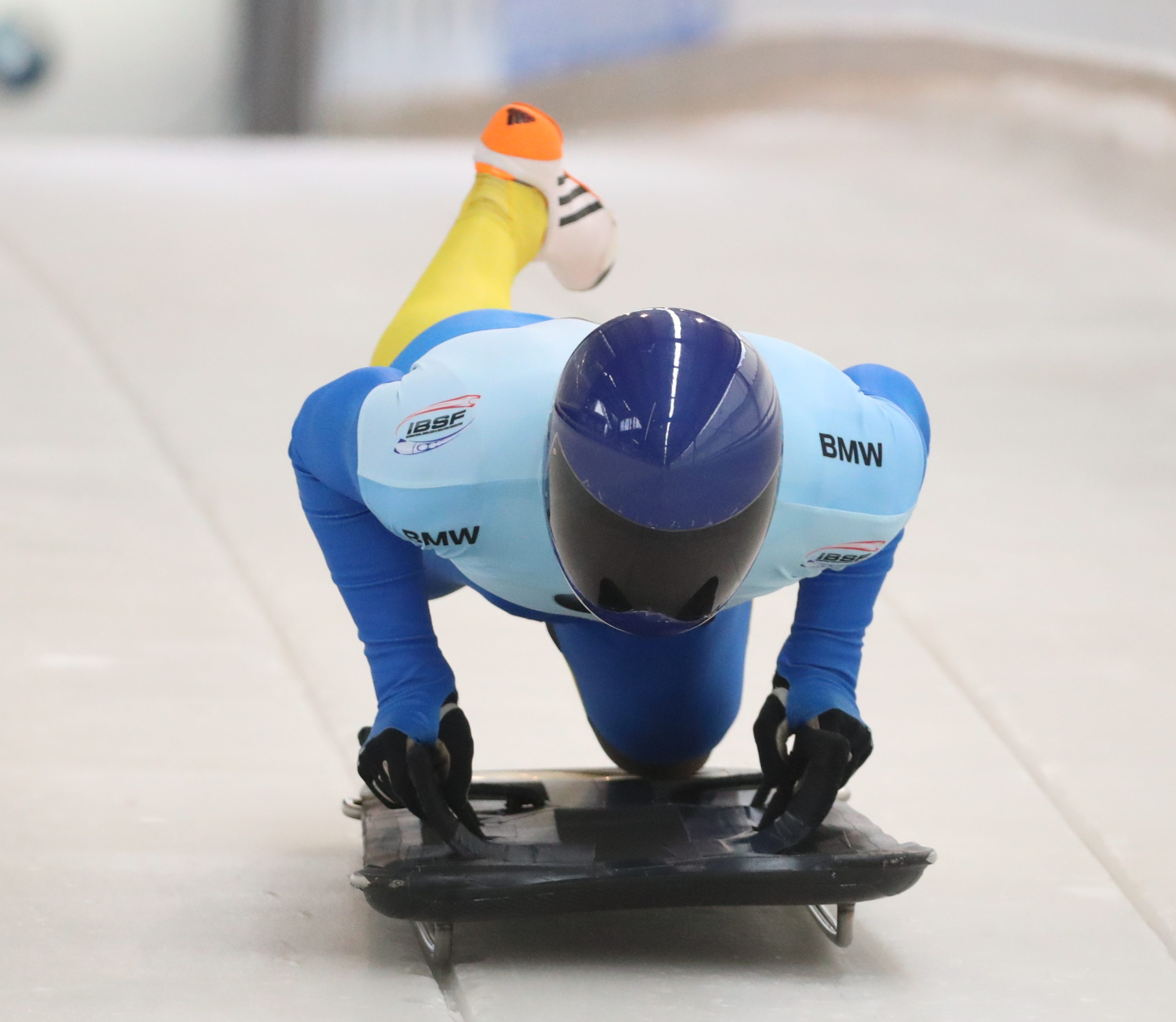
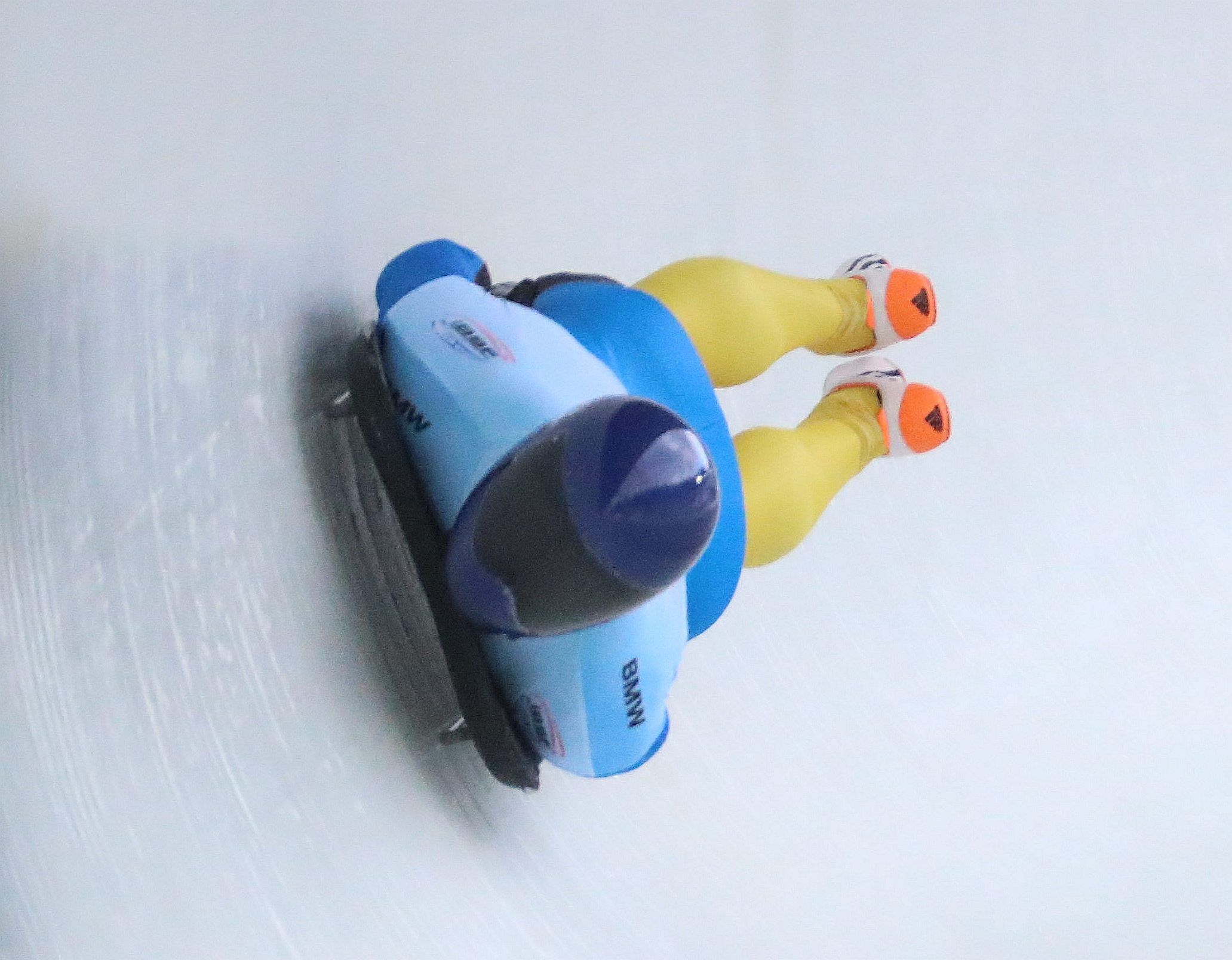
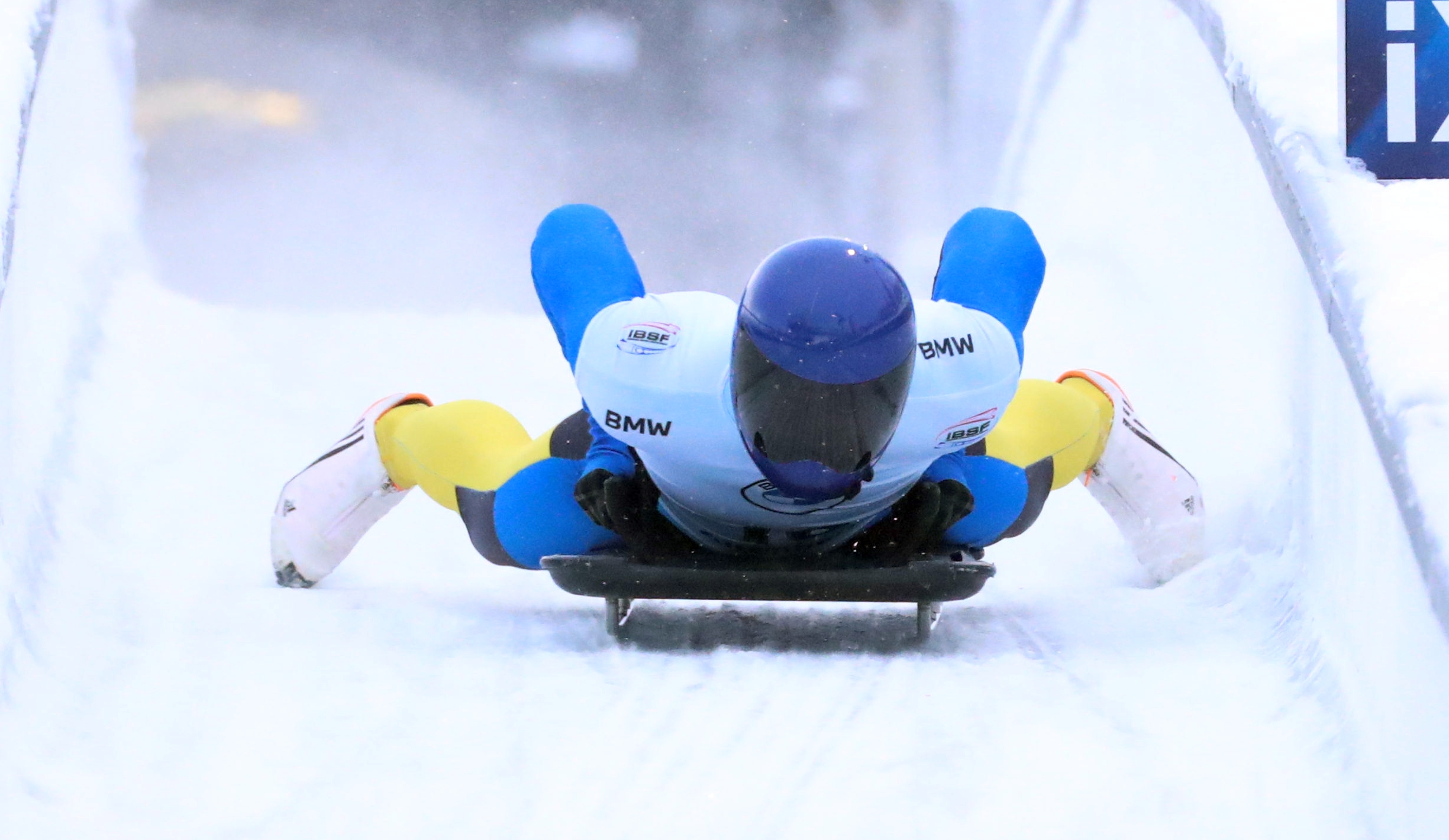

## Виступи на Олімпійських іграх
| Рік  | Місце проведення          | Місце |
| ---- | ------------------------- | ----- |
| 2018 | Пхьончхан, Південна Корея | 12    |
| 2022 | Пекін, Китай              | 18    |

## Виступи на чемпіонатах світу
| Рік  | Місце проведення       | Місце |
| ---- | ---------------------- | ----- |
| 2017 | Кенігсзе, Німеччина    | 24    |
| 2019 | Вістлер, Канада        | 14    |
| 2020 | Альтенберг, Німеччина  | 14    |
| 2021 | Альтенберг, Німеччина  | 13    |
| 2023 | Санкт-Моріц, Швейцарія | 13    |
| 2024 | Вінтерберг, Німеччина  | 10    |
| 2025 | Лейк-Плесід, США       | 4     |

## Виступи на чемпіонатах Європи
| Рік  | Місце проведення       | Місце |
| ---- | ---------------------- | ----- |
| 2018 | Інсбрук, Австрія       | 15    |
| 2019 | Інсбрук, Австрія       | 15    |
| 2020 | Сігулда, Латвія        | 11    |
| 2021 | Вінтерберг, Німеччина  | 11    |
| 2022 | Санкт-Моріц, Швейцарія | 10    |
| 2023 | Альтенберг, Німеччина  | 10    |
| 2024 | Сігулда, Латвія        | 11    |
| 2025 | Ліллегаммер, Норвегія  | 10    |

## Кубок світу зі скелетону
| Сезон   | Місце | Очки | 1      | 2      | 3      | 4      | 5      | 6      | 7      | 8      |
| ------- | ----- | ---- | ------ | ------ | ------ | ------ | ------ | ------ | ------ | ------ |
| 2017–18 | 24    | 404  | ЛПЛ 27 | ПРС 13 | ВІС 18 | ВІН 31 | ІНС 27 | АЛТ —  | СМР 26 | КЕН 15 |
| 2018–19 | 9     | 944  | СІГ 9  | ВІН 17 | АЛТ 14 | ІНС 22 | СМР 12 | ЛПЛ 12 | КАЛ 12 | КАЛ 9  |
| 2019–20 | 13    | 896  | ЛПЛ 12 | ЛПЛ 18 | ВІН 16 | ЛАП 8  | ІНС 17 | КЕН 11 | СМР 16 | СІГ 14 |
| 2020–21 | 13    | 896  | СІГ 12 | СІГ 9  | ІНС 14 | ІНС 11 | ВІН 11 | СМР 11 | КЕН —  | ІНС 18 |
| 2021–22 | 16    | 816  | ІНС 22 | ІНС 21 | АЛТ 10 | ВІН 19 | АЛТ 12 | СІГ 6  | ВІН 26 | СМР 11 |
| 2022–23 | 13    | 944  | ВІС 10 | ПРС 12 | ЛПЛ 11 | ВІН 15 | АЛТ 13 | АЛТ 16 | ІНС 17 | СІГ 12 |
| 2023–24 | 18    | 828  | ЯНЦ 6  | ЛАП 11 | ІНС 20 | СМР 17 | ЛІЛ 22 | СІГ 14 | АЛТ —  | ЛПЛ 4  |
| 2024–25 | 7     | 1184 | ПХН 8  | ПХН 11 | ЯНЦ 8  | АЛТ 7  | СІГ 11 | ВІН 4  | СМР 14 | ЛІЛ 13 |